# Lithostege latestrigata
Lithostege latestrigata là một loài bướm đêm trong họ Geometridae.